# Theridion frio
Theridion frio är en spindelart som beskrevs av Claude Lévi 1959. Theridion frio ingår i släktet Theridion och familjen klotspindlar. Inga underarter finns listade i Catalogue of Life.